# Æ̃
Æ̃ (minuskule æ̃) je speciální písmeno latinky. Nazývá se Æ s vlnovkou. V současnosti se používá pouze v jazyce hupda, používaném asi 1500 lidmi v jižní Kolumbii a severozápadní Brazílii. V Unicode je majuskulní tvar sekvence <U+00C6, U+0303> a minuskulní <U+00E6, U+0303>. 